# Platycotis
Platycotis ist eine Gattung der Buckelzirpen aus der Unterfamilie Membracinae. Von der Gattung sind neun Arten bekannt, die in zwei Untergattungen gegliedert werden. Die Zirpen kommen im nördlichen Südamerika sowie in Mittel- und Nordamerika vor.

## Merkmale
Die Platycotis-Zirpen sind relativ groß, ca. 10 bis 13 mm lang, gelb, braun oder braun-grün gefärbt, oft mit roten Linien auf ihrem Pronotum. Der Kopf ist breit, doppelt so breit wie hoch. Die Vorderflügel haben zwei gelbe oder weiße, längliche Markierungen. Die Oberfläche des Pronotums ist deutlich punktiert, die einzelnen Punkte sind mit je einem kleinen Haar ausgestattet. Nach hinten erstreckt sich das Pronotum etwa bis zur Abdomenspitze; ein auffälliger nach vorne gerichteter Fortsatz ist oft aber nicht immer ausgebildet. Er kann bei Männchen und/oder Weibchen ausgebildet sein, er kann innerhalb einer Art stark variieren. Ohne diesen Fortsatz beträgt die Länge der Tiere ca. 8 bis 9 mm. Das Mittelbein hat eine dreieckige Struktur an der Coxa. Die Tarsen der Hinterbeine sind auffällig klein.

## Verbreitung und Arten
- Untergattung Lophopelta Stål, 1869
  - Platycotis histrionica (Stål, 1884) – bekannt aus Guatemala und Mexiko
  - Platycotis nigrorufa (Walker, 1858) – aus Ecuador, Guatemala und Mexiko
  - Platycotis tuberculata (Fairmaire, 1846) – aus Guatemala, Mexiko und USA
- Untergattung Platycotis Stål, 1869
  - Platycotis acutangula Stål, 1869 – aus Guatemala und Mexiko
  - Platycotis cornuta Plummer, 1936 – aus Mexiko
  - Platycotis fuscata (Fowler, 1897) – aus Mexiko
  - Platycotis minax Goding, 1892 – aus Mexiko und USA
  - Platycotis salvini (Fowler, 1894) – aus Mexiko
  - Platycotis vittata (Fabricius, 1803) – aus Mexiko, USA und Kanada (die Art wurde fälschlich auch für Brasilien gemeldet).[4][1]

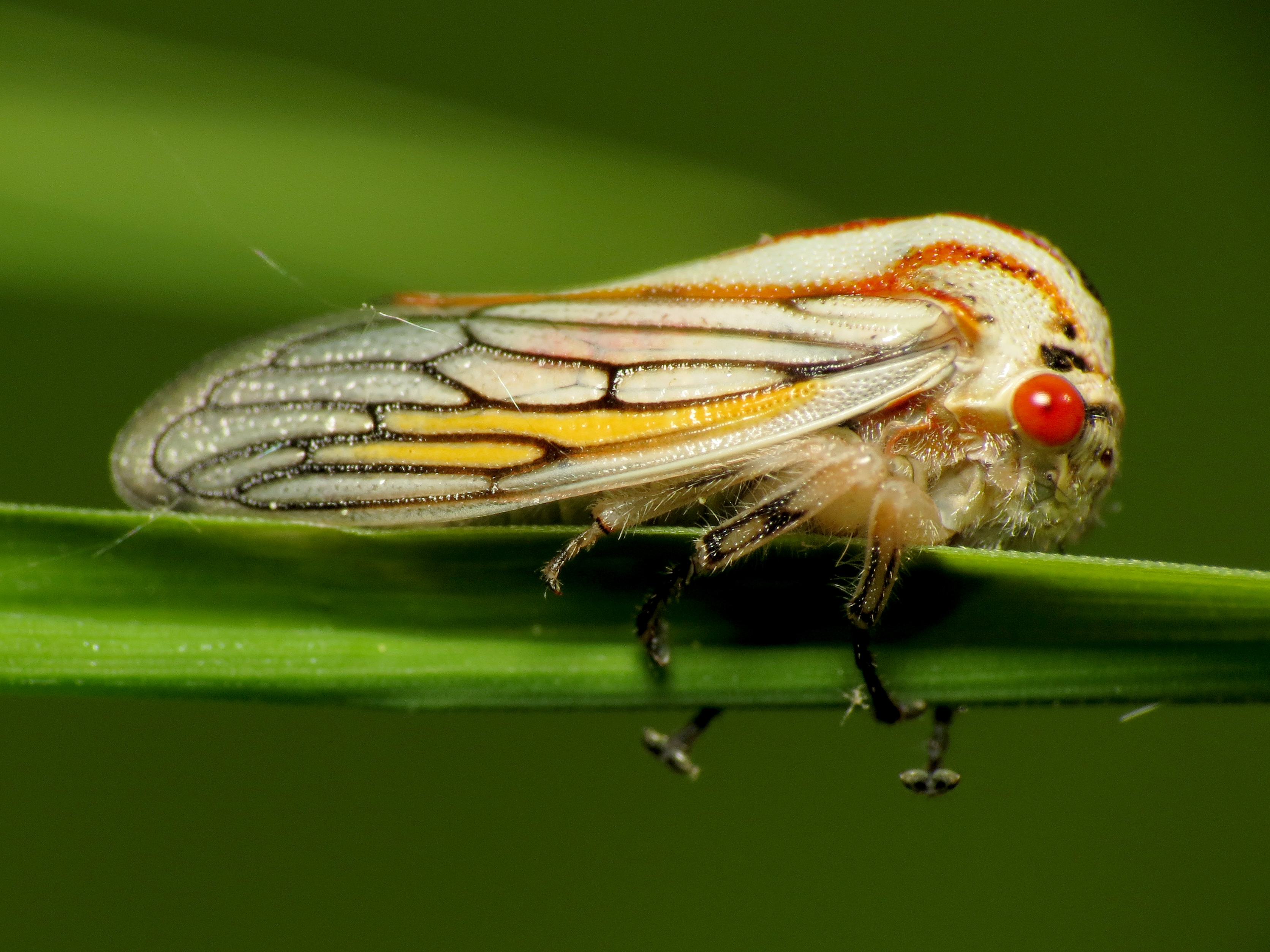
Platycotis vittata ohne vorderen Fortsatz

Die Art Platycotis vittata ist am besten bekannt, sie ist in den USA als "oak treehopper" bekannt, weil sie vor allem auf Eichen vorkommt, und dabei auch Schäden verursacht. Eine gezielte Bekämpfung ist jedoch nicht nötig.

## Lebensweise
Die Weibchen legen ihre Eier in holziges Gewebe. Rund um die Einstichstelle für die Eier machen die Weibchen weitere Einstiche in das Gewebe, die den Larven dann erleichtern, den Pflanzensaft (Phloem) zu saugen. Die Weibchen bewachen ihre Eier und Nymphen; bei P. vittata wurde beobachtet, wie ein Weibchen aktiv ihre Jungen vor einer kleinen Wespe verteidigte. Die Zirpen (adulte mit Larven) sind gewöhnlich in Gruppen zu finden. Platycotis-Zirpen werden von Vögeln und Grabwespen verfolgt.
P. vittata saugt vor allem an Eichen, andere Arten wurden auch an Birken, Zaubernuss, Myricaceae und Platanen beobachtet.